# Троицкий, Адриан Александрович
Адриан Александрович Троицкий (12 (24) июня 1872 (по другим данным — 13 (25) июня 1872), село Биляр-Озеро — 15 февраля 1938, Йошкар-Ола) — священник Русской православной церкви, в 2002 году включён в Собор новомучеников и исповедников Российских.

## Биография
Родился 12 (по другим данным — 13) июня 1889 года в селе Биляр-Озеро Чистопольского уезда Казанской губернии в семье псаломщика (впоследствии диакона) Александра Троицкого.
Окончил Чебоксарское духовное училище, поступил в Чебоксарское городское училище, но курс не закончил. В 1890 году сдал экзамен на псаломщика, в 1893 году — испытание на звание сельского учителя. В 1894—1897 годах преподавал в Соляновской церковно-приходской школе, с 5 августа 1896 по 20 ноября 1897 года также занимал должность псаломщика Михаило-Архангельской церкви (Чебоксары)..
С 1897 по 1899 год находился на военной службе, по увольнении с которой 23 февраля 1899 года поступил на место псаломщика в Покровскую церковь города Чебоксары. 3 октября 1902 года в Комиссии при Казанской духовной семинарии сдал диаконский экзамен. 2 марта 1903 года был рукоположён в диакона, а 3 февраля 1904 года определён в храм села Пестрецы Казанского уезда Казанской губернии (прослужил более шести лет). 7 апреля 1910 года сдал священнический экзамен, 11 апреля 1910 года был рукоположён в священника, назначен настоятелем Троицкой церкви села Сурты (Михайловское) Царевококшайского уезда Казанской губернии. В этой церкви Адриан прослужил более 27 лет.
7 сентября 1912 года совместно с игуменом Серафимом (Баклановым) и священником Даниилом Фёдоровым отправился к языческой роще, чтобы отговорить марийцев от участия в языческих обрядах. 31 декабря 1912 года за миссионерскую деятельность отцу Адриану было преподано Архипастырское благословение.
В 1910—1917 годах преподавал закон божий в нескольких школах и училищах.
В 1914 году награждён набедренником, в 1917 — скуфьёй.
Совместно с супругой Верой Феодоровной имел шестеро детей.
В 1918 году арестован по подозрению в участии в крестьянском восстании в деревне Княжна (Данилово), заключён в казанскую тюрьму. Обвинение не подтвердилось, после двухнедельного пребывания в тюрьме отец Адриан был освобождён. Впоследствии был лишён избирательных прав, в 1919 году в отношении отца Адриана вновь было начато следствие.
Возглавляемый отцом Адрианом приход вступил в организованное в 1925 году Краснококшайское православное церковное управление староцерковников. В 1920 году отец Адриан награждён камилавкой, в 1935 году возведён в сан протоиерея, в 1936 году награждён палицей.
28 декабря 1937 года сразу после службы был арестован сотрудниками НКВД и отвезён в Йошкар-Олинскую городскую тюрьму. Было предъявлено обвинение в организации контрреволюционной группы, ведении работы по «разложению» колхоза, агитации против выборов в Верховный Совет. Первый и единственный допрос состоялся 10 февраля 1938, протоиерей Адриан Троицкий виновным себя не признал. 13 февраля 1938 года особой тройкой УНКВД по МАССР был приговорён к расстрелу. Приговор привели в исполнение 15 февраля в 21 час. Похоронен в неизвестной общей могиле.

## Канонизация
17 июля 2002 года определением Святейшего Патриарха и Священного Синода РПЦ Адриан Троицкий по представлению Йошкар-Олинской епархии был включён в Собор новомучеников и исповедников Российских.